# Monte Siguniang
O Monte Siguniang (chinês: 四姑娘山, pinyin: Sìgūniang Shān, lit. ‘'Montanha das Quatro Raparigas', 'Montanha das Quatro Irmãs' ou 'Montanha das Quatro Donzelas'’; em tibetano: རི་བོ་སྐུ་བླ་འི།) é a montanha mais alta das montanhas Qionglai no oeste da China. Localiza-se na fronteira entre Siguniangshan, o condado de Xiaojin e o condado de Wenchuan na Prefeitura Autónoma Tibetana e Qiang de Ngawa, província de Sujuão.
O monte Siguniang é famoso pela beleza natural. O Parque Nacional do Monte Siguniang está classificado como local de Património Mundial da UNESCO ao integrar os Santuários do Panda-gigante em Sujuão em 2006. O parque contém não só o monte Siguniang mas três vales em seu redor, nomeadamente Changping (chinês simplificado: 长坪沟), Haizi  (chinês simplificado: 海子沟) e Shuangqiao (chinês simplificado: 双桥沟), cobrindo uma área de 2000km2.

## Picos
O monte Siguniang tem quatro picos principais: Daguniang Feng 大姑娘峰 (Pico Grande ou Primeiro), Erguniang Feng 二姑娘峰 (Segundo Pico), Sanguniang Feng 三姑娘峰 (Terceiro Pico), e Yaomei Feng, ou Sanzuoshan Feng 三座山峰 (Terceiro Pico).
O mais elevado é o Yāomèi Fēng (chinês: 幺妹峰, lit. ‘pico da irmã mais nova’), ou "Rainha dos Picos de Sujuão" (chinês: 蜀山皇后), que chega a 6250 m de altitude. É a segunda mais alta montanha da província de Sujuão e a mais oriental montanha com mais de 6000 metros na Terra. Foi pela primeira vez ascendido em 1981 por uma equpa japonesa.

## Páginas externas
- «Yaomei Feng». www.peakbagger.com. Consultado em 23 de julho de 2020

- Guia de viagem para Siguniangshan National Park do Wikivoyage
- «Sítio oficial»
- Mount Siguniang Trekking,Camping,Climbing